# Henryk Holfeier
Henryk Holfeier (ur. 5 stycznia 1924 w Gnieźnie, zm. 22 kwietnia 2008 w Hamburgu) – polski ekonomista, działacz opozycji demokratycznej w PRL, więziony przez władze komunistyczne.

## Życiorys
Syn Maksymiliana i Leogardy. Od 1945 r. związany z Delegaturą Sił Zbrojnych na Kraj. Znając doskonale język niemiecki dwukrotnie jako kurier przedostał się z Polski do Ankony we Włoszech, gdzie stacjonował sztab generała Andersa. Podczas trzeciej próby przedostania się do Włoch aresztowany przez UB. Otrzymał wyrok 12 lat więzienia „za szpiegostwo i przygotowywanie zamachu stanu z bronią w ręku”. W latach 1947–1950 więziony w Pawilonie X Cytadeli Warszawskiej oraz w więzieniach na Mokotowie i we Wronkach. Uwięziona została również jego narzeczona (późniejsza żona) Maria Holfeier.
W latach 1956–1979 pracował jako główny ekonomista w Bytomskich Zakładach Przemysłu Terenowego. W 1979 roku przeszedł na rentę, zamieszkał na stałe w Krakowie. Został członkiem Konfederacji Polski Niepodległej. W 1983 roku współzałożyciel(razem m.in. z Kazimierzem Korabińskim) Związkowej Niezależnej Oficyny Wydawniczej - ZNOW Małopolska. Zajmował się fonografią. Nagrywał na taśmy magnetofonowe, m.in. homilie ks. Adolfa Chojnackiego, ks. Kazimierza Jancarza i ks. Tadeusza Isakowicza-Zaleskiego. W 1984 roku był współzałożycielem Apostolstwa Świeckich im. ks. J. Popiełuszki w kościele Matki Boskiej Dobrej Rady w Krakowie–Prokocimiu i organizatorem Mszy za Ojczyznę, które w tym kościele odbywały się każdego 19 dnia miesiąca.
W 1985 roku uczestnik protestu głodowego w Krakowie–Bieżanowie. Od 1986 roku uczestnik comiesięcznych Mszy za Ojczyznę w Juszczynie k. Makowa Podhalańskiego. Zbierał podpisy do władz PRL o uwolnienie więźniów politycznych i przywrócenie NSZZ „Solidarność”. Był obserwatorem w procesach sądowych działaczy podziemia. W 1988 r. wyróżniony medalem „Plus Ultra” za wytrwałość w pracy o ideały „Solidarności”. Został przyjęty do Światowego Związku Żołnierzy Armii Krajowej. Pochowany na Cmentarzu Batowickim w Krakowie.